# デイビッド・バットン
デイヴィッド・ロバート・エドモンド・バトン（David Robert Edmund Button, 1989年2月27日 - ）は、イングランド・スティーブニッジ出身のサッカー選手。EFLチャンピオンシップ・レディングFC所属。ポジションはゴールキーパー。
性の表記は「バットン」や「バトン」の他に「ボタン」との表記も見受けられる。

## 経歴
トッテナム時代
2009-10シーズンの2009年8月26日カーリングカップ2回戦ドンカスター・ローヴァーズFC戦でカルロ・クディチーニに代わり81分から途中出場を果たし、トップチームデビューを果たした。
しかし、エウレリョ・ゴメスやカルロ・クディチーニ、ベン・アルンウィックらが所属する中でプレミアリーグの出場機会は訪れず、下部リーグのチームへと長らくローン生活を経験した。
チャールトン、ブレントフォード、フラム時代
2012年8月28日に当時チャンピオンシップのチャールトン・アスレティックFCに完全移籍で加入した。その後移籍したブレントフォードFCでは守護神として活躍し、チームのチャンピオンシップ昇格と残留に貢献した。
フラムFCでも守護神として活躍し、2017-18シーズン後半はマーカス・ベッティネッリにポジションを奪われたが、20試合に出場し、プレミアリーグ昇格に貢献した。
ブライトン時代
2018年7月16日、プレミアリーグのブライトン・アンド・ホーヴ・アルビオンに加入した。加入して長らくマシュー・ライアンの前にリーグでの出場機会が訪れずにいたが、ライアンがAFCアジアカップ2019に出場するためチームを離脱すると、2018年12月29日の第20節エヴァートンFC戦でプレミアデビューし、1-0での勝利に貢献した。
ウェスト・ブロムウィッチ・アルビオン時代
2020年9月5日、ウェスト・ブロムウィッチ・アルビオンFCと2年契約を結んだ。
レディング時代
2023年8月9日、レディングFCに移籍した。